# Józef Wereszczyński (1530–1598)
Józef Wereszczyński herbu Korczak (ur. 1530 w Zbarażu, zm. 1598) – polski pisarz polityczny, polemista, moralista i kaznodzieja, biskup kijowski.

## Życiorys
Urodził się prawdopodobnie w Zbarażu, w roku 1530, jako syn Andrzeja, podsędka chełmskiego, pochodzenia ruskiego, i Anny z Jarowskich (Jaroskich lub Jarockich). Wychowywał się i kształcił w Krasnymstawie. Nie wiadomo bliżej, gdzie uzyskał doktorat teologii. Przed 1577 został kanonikiem chełmińskim. W 1581 został opatem klasztoru benedyktynów w Sieciechowie. W roku 1587 popierał kandydaturę Zygmunta Wazy. W 1592 został biskupem kijowskim.

## Twórczość
Jego twórczość przypomina typową w tym czasie formę kazania politycznego. Ostrzegał przed niebezpieczeństwem ze strony muzułmańskiej Turcji, polecał rozbudowę szkoły rycerskiej i zagospodarowanie lub kolonizację ziem wschodnich. Pisał także traktaty moralistyczne.

### Dzieła
1. Gościniec pewny niepomiernym moczygębom a obmierzłym wydmikuflom świata tego, Kraków 1585, drukarnia A. Piotrkowczyk; fragmenty przedr. J. Krzyżanowski i K. Żukowska-Bilip Dawna facecja polska (XVI–XVIII w.), Warszawa 1960
2. Wizerunek na kształt kazania uczyniony: o wzgardzie śmierci i świata tego nędznego, Kraków 1585, drukarnia A. Piotrkowczyk, (zawiera ustęp biograficzny), poz. 1 i 2 są po części plagiatami z M. Reja.
3. Adhortatio... ad Regni Poloniae proceres, Kraków 1587, drukarnia A. Piotrkowczyk, (mowa, przekł. łaciński S.F. Klonowica)
4. Ad nobilitatem R.P. et M.D. Lit. de eligendo novo rege, Kraków 1587, (mowa, przekł. łaciński S.F. Klonowica)
5. Kazania albo ćwiczenia chrześcijańskie[1], Kraków 1587, drukarnia A. Piotrkowczyk; przedr. (wraz z kilku innymi kazaniami wyd.: Kraków 1585) I. Hołowiński pt. Kazania, Petersburg 1854
6. Reguła, to jest nauka albo postępek dobrego życia króla chrześcijańskiego, Kraków 1587, drukarnia A. Piotrkowczyk; przekł. łaciński: S.F. Klonowic pt. Regula id est institutio seu cursus vitae cuiusque regis Christiani[2], Kraków 1588; jest to po części plagiat z M. Reja Żywot człowieka poczciwego (rozdz. 3, księga 2), wchodzącego w skład Zwierciadło...
7. Droga pewna do prędszego i snadniejszego osadzenia w ruskich krainach pustyń Królestwa Polskiego, Kraków 1590, drukarnia A. Piotrkowczyk; przekł. rosyjski: A.W. Storożenko, Kijów 1895
8. Ekscytarz... do podniesienia wojny świętej przeciwko Turkom i Tatarom jako głównym nieprzyjacielom wszystkiego chrześcijaństwa, Kraków 1592, drukarnia A. Piotrkowczyk
9. Publika... tak ze strony fundowania szkoły rycerskiej synom koronnym na Ukrainie, jako też Krzyżakom według reguły maltańskiej, Kraków 1594, drukarnia A. Piotrkowczyk (I. Hołowiński, K.J. Turowski podają błędnie tytuł: Pobudka ze strony fundowania szkoły rycerskiej)
10. Pobudka na Jego Cesarską Miłość wszystkiego chrześcijaństwa, jako też na Jego K[rólewską] M[iłość] Króla Polskiego tudzież też na Jaśnie Oświeconego Kniazia Wielkiego Moskiewskiego do podniesienia wojny świętej spólną ręką przeciw Turkom i Tatarom[3], Kraków 1594, drukarnia A. Piotrkowczyk (wiersz)
11. Sposób osady nowego Kijowa i ochrony niegdy stolice Księstwa Kijowskiego od niebeśpieczeństwa wszelakiego, Kraków 1595, drukarnia A. Piotrkowczyk; przekł. rosyjski: A.W. Storożenko, Kijów 1895
12. Votum... ze strony podniesienia wojny potężnej przeciwko cesarzowi tureckiemu[4], Nowy Wereszczyn 1597 (I. Hołowiński, K.J. Turowski podają błędnie tytuł: Pobudka ze strony podniesienia wojny).

### Wydania zbiorowe
1. Pisma polityczne, wyd. K.J. Turowski, Kraków 1858, Biblioteka Polska, seria III, zeszyt 4-6, (tu m.in. pozycje: 6, 9, 11-12)
2. Pisma treści moralnej[5], wyd. K.J. Turowski, Kraków 1860, Biblioteka Polska, seria IV, zeszyt 27-28, (tu m.in. pozycje: 1-2).

### Listy
1. Do nieznanej z nazwiska osoby, brak daty, wyd.: W. A. Maciejowski Piśmiennictwo polskie, t. 3 dod., Warszawa 1852; K.J. Turowski w wyd.: "Pisma polityczne", Kraków 1858, Biblioteka Polska, seria III, zeszyt 6, nota II (z podobizną podpisu)
2. Do J. Zamoyskiego, dat. w Nowym Wereszczynie 15 października 1593, wyd. w: S. Żółkiewski Listy, wyd. T. Xże L. (T. Lubomirski), Kraków 1868
3. Do Stanisława Żółkiewskiego, kasztelana lwowskiego, dat. w Nowym Wereszczynie 7 kwietnia 1594, wyd. T. Wierzbowski Materiały do dziejów piśmiennictwa polskiego, t. 1, Warszawa 1900, s. 305-307 (z podobizną podpisu).